# Angélica Aragón
Angélica Espinoza Stransky (Cidade do México, 11 de julho de 1953) mais conhecida como Angélica Aragón. É uma conceituada atriz mexicana, conhecida por sua participação em produções em cinema e televisão.

## Biografia
Angélica começou muito cedo no meio artístico, uma vez que seu pai foi um compositor de muito prestígio no México. Muitos não sabem, mas Angélica na verdade queria ser médica e chegou a pensar em ingressar a faculdade de medicina, mas graças a "veia artística" isso não aconteceu. É ganhadora de vários prêmios tanto nas telenovelas: Mirada de mujer (1997) e Todo por amor (2000), quanto no cinema mexicano: El crimen del padre Amaro (2003) e norte americano.

### Carreira na Televisão
Quando retorna ao México, em 1980, vai trabalhar em uma das emissoras mais conceituadas de seu país a Televisa, onde permaneceu até 1996. Começou com uma pequena participação na novela Sandra y Paulina em 1980, essa tinha como protagonista Jacqueline Andere. em 1981 atua em El hogar que yo robé.
Em 1982 faz sua primeira vilã na novela Vanessa e em 1983 conquista ao público em Chispita, protaginizando ao lado de Lucero. Em 1984 atua ao lado de Victoria Ruffo em La fiera e inicia preparação para integrar o elenco da novela Princepesa que logo abandona, uma vez que a oferecem a sua primeira protagonista, a Andrea do grande sucesso Vivir un poco, versão mexicana da novela chilena La madrastra. Naquele momento Angélica alcança enormes êxitos com a trama que é um sucesso em todo o México.
Em 1986 ela recebe mais um trabalho de grande sucesso na televisão Cuna de Lobos, mas esse ela rejeita a protagonização e o papel é dado a Diana Bracho. Em 1989 realiza a trama La casa al final de la calle. 
Em meio a esse período de dez anos na Televisa, a participação de Angélica no cinema e na tv são cada vez mais constantes. Vários papéis são dados em sequência a atriz e seu ritmo de trabalho só aumentam ponto de Angélica lançar de três a quatro filmes em um mesmo ano e terminar uma novela e logo iniciando a próxima.
Em 1996 Angélica participa da novela Cañaveral de pasiones, onde tem a oportunidade de fazer a sua primeira direção e com essa trama ela encerra suas atividades na empresa Televisa.
Em 1997, a empresa Argos Comunicación oferece a atriz a novela Mirada de mujer (Olhar de Mulher no Brasil). Essa foi uma adaptação da trama chilena Señora Isabel que conta a história de Maria Inés, uma mulher que prestes a completar 50 anos é abandonada por seu marido após 27 anos de casamento e que conhece Alejandro Salas, um homem 17 anos mais novo que ela. Com esse trabalho Angélica Aragón conquista o ápice de sua carreira, a novela faz tanto sucesso que após 7 anos de terminada ela ganha uma continuação: em 2003 é lançada Mirada de Mujer El Regreso composta pelo núcleo principal da primeira fase: Ari Telch, Fernando Lujan, Evangelina Elizondo. A história virou uma febre mundial, ganhou algumas versões e foi exibida em mais de dez países no mundo todo. Sendo que a primeira fase foi transmitida no Brasil no ano de 2000 pela emissora Record.Nos anos seguintes a presença de Angélica fica cada vez mais esporádica nas telenovelas , pois  segundo ela as tramas atuais não apresentam conteúdo que "a chame" a atenção e com isso passa a se dedicar ao mundo cinematográfico. Seu último trabalho de peso na TV foi na minissérie Ni una vez mas que tratava de questões como os maus tratos sofridos pelas mulheres. 

### Carreira no Cinema
Em 1984,Angelica estréia no cinema convidado pelo produtor por Pancho Kohner (filho da atriz Lupita Tovar México) com o filme americano The Evil That Men Do, J. Lee Thompson com Charles Bronson.É seguido três outras produções Hollywood: Toy Soldiers (1984), David Fisher, juntamente com Jason Miller e Tim Robbins; Sansão e Dalila (1984), feito para a televisão, com Max von Sydow e Victor Mature, e Dune (filme de 1984) (1984),de David Lynch, com Silvana Mangano, José Ferrer e cantor Sting, entre outros. Na estréia no cinema mexicano em 1986 no filme Los dos Frailes, juntamente com Mario Almada. Eventualmente, durante o resto da década dos anos oitenta Angelica faz filmes como Lamberto Quintero (1987), ao lado do cantor Antonio Aguilar; Sabor a mí (1988), com o cantor Jose Jose, inspirada na vida do compositor mexicano Alvaro Carrillo; A fúria de um Deus (1988), Felipe Cazals, e Goitia, um deus para si mesmo (1989), inspirado na vida do pintor Francisco Goitia. Na década seguinte, Angélica participa em filmes como Gertrudis (1992), baseado na vida do ativista político mexicana Gertrudis Bocanegra, com Ofelia Medina, e Ambár (1994) de Luis Estrada. Em 1994, ela recebe o seu primeiro Prêmio Ariel de melhor atriz coadjuvante no filme Novia que te Vea. Em 1995, Angelica participa da produção cinematográfica Un paseo por las Nubes (1995), do cineasta Alfonso Arau, ao lado de Keanu Reeves, Anthony Quinn e outros. Em 1997, ele ganhou seu segundo Prêmio Ariel como atriz coadjuvante por sua participação em Cilantro,com  Demian Bichir e com Arcelia Ramirez. Em 1999, ela participa de Cronicas de un Desayuno e da bem sucedida Sexo, pudor y lagrimas,de Antonio Serrano. Em 2000, Angélica Aragón é convidada por Alfonso Arau para realizar o filme Cachitos Picantes, onde além de atuar ela também torna se diretora de cena ao lado de Woody Allen. Em 2002 entra no polêmico Filme El crime del Padre Amaro junto com Gabriel Bernal e com este ganha o terceiro prêmio de sua carreira cinematográfica. Em 2004 ela participa da produção Dirty Dance Havana Nights, em 2006 entra na produção do filme Bella (filme de grande sucesso internacional e ganhador de vários prêmios), em 2009 participa da produção  From Mexico With Love, 2013 no filme Cinco de Mayo La Batalla. Esse é feito para as comemorações do centenário da independência do México. Em 2014 participa do filme  Todos Están Muertos da cineasta Beatriz Sanchis ao lado de Elena Naya, Patricia Ryes entre outros. E nos anos seguintes Angélica Aragon vem se dedicando cada vez mais ao mundo do cinema.

## Vida pessoal
Angélica Aragón é mais velha em uma família quatro irmãos. Através de seu avô, a atriz traz sua descendência austro-húngara e de sua avó paterna adotou o sobrenome artístico "Aragón" para homenagear la uma vez que não a conheceu e como forma de lembrá-la, pois el faleceu quando seu pai tinha apenas 5 anos.
Sonya, a mãe de Angélica, era poliglota e trabalhou muitos anos na embaixada do Canadá no México. No primeiro casamento com "Ferrusquilla", nasceu Angélica e depois dela nasceu sua irmã Vindya Stransky, que faleceu prematuramente aos 52 anos em um acidente de carro em 2008. Além dela tem mais dois irmãos do segundo casamento de Sonya com um norte Americano: John e Jacqueline. Depois da morte de sua irmã, a atriz passou a cuidar de suas duas sobrinhas como se fossem suas próprias filhas.
A atriz sempre foi muito reservada quanto a sua vida pessoal apesar de ser uma pessoa pública. Dos 19 aos 26 anos foi casada com um músico indiano chamado Shajid. Os dois viveram em Londres e nesse período Angélica estudava teatro e música na London Academy of Music and Dramatic Art. Resolveu voltar para sua terra natal quando o  governo impôs muitas dificuldades aos imigrantes e esse regresso acabou por trazer um grande impasse em seu matrimônio: seu marido não se adaptou a cultura mexicana e nem ao idioma. A atriz ainda viveu um ano com ele em seu país e depois ficaram afastados por um ano. Quando tentaram retomar a relação já era tarde, o casamento acabou em 1979. Segundo a atriz o divórcio foi muito doloroso mas acabou de forma amigável e depois disso nunca mais ouviu se falar sobre nenhum tipo de relacionamento amoroso de Angélica.
Em 1989, durante as gravações do filme Goitia, un díos para sí mismo, Angélica Aragón reencontra Rodrigo Martinez, historiador e um amigo muito próximo com quem estudou no antigo colegial. Com ele inicia um breve romance e desse nasce sua primeira e única filha, chamada Maria.

### Ativismo
Angélica Aragón é uma grande defensora de questões femininas, tanto dentro como fora de seu país. Luta contra os abusos e por igualdade de gênero, tanto no meio social, quanto no profissional.

## Filmografia

### Televisão
| Ano  | Título                       | Personagem                                  | Notas                         |
| ---- | ---------------------------- | ------------------------------------------- | ----------------------------- |
| 1971 | El amor tiene cara de mujer  | —                                           |                               |
| 1980 | Sandra y Paulina             | Isabel                                      |                               |
| 1981 | Otra vuelta de tuerca        | Institutriz                                 |                               |
| 1981 | El hogar que yo robé         | Genoveva Velarde                            |                               |
| 1982 | Vanessa                      | Luisa Servin                                |                               |
| 1983 | Chispita                     | Lucía / María Luisa                         |                               |
| 1983 | La fiera                     | La Costeña                                  |                               |
| 1984 | Principessa                  | Fernanda #1                                 |                               |
| 1985 | Vivir un poco                | Andrea Santos y Ruvalcaba de Merisa Obregón |                               |
| 1989 | Simplemente María            | Gloria                                      |                               |
| 1989 | La casa al final de la calle | Leonor Altamirano Nájera                    |                               |
| 1990 | Días sin luna                | Lucía Álvarez                               |                               |
| 1990 | En carne propia              | Magdalena Dumont de Muriel                  |                               |
| 1992 | De frente al sol             | Soledad Buenrostro (Chole)                  |                               |
| 1993 | Más allá del puente          | Soledad Buenrostro (Chole)                  |                               |
| 1994 | Agujetas de color de rosa    | Bertha                                      |                               |
| 1996 | Cañaveral de pasiones        | Josefina Rosales vda. de Montero            |                               |
| 1996 | Mujer, casos de la vida real | —                                           | Episódio: "Encrucijada"       |
| 1997 | Mirada de mujer              | María Inés Domínguez de San Millán          |                               |
| 1998 | La chacala                   | Mulher Misteriosa                           | Paticipação último capítulo   |
| 1999 | Marea brava                  | Isabel                                      |                               |
| 2000 | Todo por amor                | Carmen Dávila de Garcia                     |                               |
| 2001 | Lo que callamos las mujeres  | Lola                                        | Episódio: "La Lola Enamorada" |
| 2002 | Por tí                       | Madrinha da Maria                           |                               |
| 2003 | Mirada de mujer: El regreso  | María Inés Domínguez Cárdenas/ Salas        |                               |
| 2005 | Lo qué callamos las mujeres  | Michele                                     | Episódio: "La venganza"       |
| 2005 | Ni una vez más               | Azalea                                      |                               |
| 2008 | Gregoria, la cucaracha       | Tía                                         | Episódio: "El Regalo de Lola" |
| 2011 | A corazón abierto            | Dra Elena Carrera                           |                               |
| 2017 | Blowers                      | Violeta                                     | Episódio: "The Oath"          |
| 2019 | Mother Father Son            | Veronica de la Motta Villareal              |                               |
| 2020 | Desenfrenadas                | Juana                                       | Episódio: "Mujeres tormenta"  |
| 2022 | El último rey                | Dalia Muñoz                                 | Narradora                     |

Atuação como diretora
| Ano  | Título                | Notas                         |
| ---- | --------------------- | ----------------------------- |
| 1992 | Madres Egoístas       | Diretora de Diálogos          |
| 1996 | Cañaveral de pasiones | Junto com Cláudio Reyes Rubio |

### Cinema
- The Evil that Men Do, (1984)...Maria
- Samson and Delilah, (1984)... Nija
- Toy Soldiers, (1984)...Presidenta Lopez
- Give me love, (1984).
- Dunas, (1984)...Irmã Bene Gesserit
- Los dos frailes, (1986).
- Lamberto Quintero, (1987)...Maria de los Angeles
- Goitia, un dios para sí mismo, (1988)..."La Borelli"
- La furia de un dios, (1988).
- 7 leguas a Monte Mayor, (1988).
- Sabor a mí, (1988)... Ana Maria Carrillo
- Pueblo de madera, (1990)....Dueña Tienda
- Gertudris Bocanegra, (1992)...Pilar Molina
- The Harvest, (1993)...Emma
- La comadrona, (1993).
- La señorita, (1994).
- Novia que te vea, (1994)...Sarica Matarazzo
- Ámbar, (1994)...Adrianina
- Cilantro y perejil, (1995)...Teresa
- Un paseo por las nubes, (1995)...María José Aragón
- En cualquier parte del mundo, (1995).
- En el aire, (1995)...Teresa, Mamá de Alberto
- Pensamientos(1996)...Flor
- De muerte natural, (1996)...Nicolasa
- Sucesos distantes, (1996)... Irene Gorenko
- Fibra óptica, (1998)... Doña Carmen
- Crónica de un desayuno, (1999)...Estela
- Reclusorio III, (1999).
- Entre la tarde y la noche, (1999)... Minerva
- Sexo, pudor y lágrimas, (1999)...Mamá de Carlos
- ¿Y si Cristóbal despierta?, (2000)...Mariana
- El grito, (2000).Blanca
- Cachitos picantes (Picking up the Pieces)...(2000)....Dolores
- Sofía, (2000)...Ana
- El crimen del padre Amaro, (2002)...Agustina San Juanera
- Dirty Dancing: Havana Nights, (2004)...Alma Suarez
- Zapata - El sueño del héroe, (2004)...Mesera 1
- Desnudos, (2004)...Mamá de Diana
- Tres, (2005)...Doña Ana
- Tú te lo pierdes, (2005)...cartomante
- La mujer de mi hermano, (2005)...Cristina
- El lugar de las cosas perdidas, (2006).
- Bella, (2006)...Mamá de José
- Elipsis, (2006)... Natalia Dominguez
- Guadalupe, (2006)...Juana
- Cañitas (película), (2007)...Doña Elvia
- From Mexico with Love, (2008)...Rosa Villa
- Todos hemos pecado, (2008)...La enamorada
- Looking for Palladin, (2008)...Helen
- La virgen negra, (2008..)...Lurdita
- L'imbroglio nel lenzuolo, (2008)...Teresa
- Recien cazado, (2009)...Mamá Sebastian
- México '68, (2010).
- El Atentado, (2010)...Tía Avelina
- Tequila: La Historia de uma pasión,(2011)...Remedios
- El quinto mandamiento, (2012)...Mamá de Victor
- Cinco de Mayo: La Batalla, (2013)...Doña Soledad
- Todos estan muertos, (2014)…Paquita
- Alicia en pais de María, (2014)…Reyna
- Elvira, te daria mi vida estoy usando, (2014)...Mamá de Elvira
- Bestia de Cardo, (2015)…Victoria Deruich
- Estar o no estar (2015),…Matrushka
- Fragmento de amor (2015)…Carmen
- Trientona Soltera y Fanstastica (2016)...Catalina
- MR Pig (2016)...Chila
- Moana:Un mar de Aventura, (2017)...Abuela Tala (dublagem)
- El Camino Más Allá de La Luz, (2017)

Como diretora
- Picking up the Pieces, (2000)
- Tengamos el sexo en paz (2000)
- Sueña (2007)
- Por razones oscuras (2008)
- Lo qué callamos las mujeres (2001-2005)
- Relaciones peligrosas (2013)
- To-do Buen ni-ño de-be can-tar
- La ultima Palabra (2016)

## Teatro
No teatro também obteve muitos trabalhos:
- Zaratustra (1970)
- La dama de las camelias (1970)
- Loco amor (1989)
- Las dos Camelias (1993)
- Póker de Reinas (1993)
- Cartas de amor (1994)
- El juego de la pasión (1995)
- Maquillaje (Kesho) (1997)
- El verdadero Oeste (2008)
- Pequeños crímenes conyugales (2008)
- El juicio de Hidalgo (2010)
- Amores Mexicanos (2010)
- Relaciones peligrosas (2013)
- es:Su Majestad El Bolero (2013)
- es:To-do Buen ni-ño de-be can-tar
- es:El Rey Creón (2017)

## Prêmios e indicações

### Ariel
| Ano  | Categoria                  | Filme                     | Resultado |
| ---- | -------------------------- | ------------------------- | --------- |
| 2003 | Melhor co-atuação feminina | El crimen del padre Amaro | Venceu    |
| 1999 | Melhor atriz de quadro     | Fibra óptica              | Indicado  |
| 1997 | Melhor atriz de quadro     | Cilantro y perejil        | Venceu    |
| 1997 | Melhor co-atuação feminina | De muerte natural         | Indicado  |
| 1996 | Melhor atriz               | Sucesos distantes         | Indicado  |
| 1994 | Melhor co-atuação feminina | Novia que te vea          | Venceu    |
| 1988 | Melhor co-atuação feminina | La furia de un dios       | Indicado  |

### Bravo
| Ano  | Categoria    | Telenovela    | Resultado |
| ---- | ------------ | ------------- | --------- |
| 2001 | Melhor atriz | Todo por amor | Venceu    |

### TVyNovelas
| Ano  | Categoria                 | Telenovela                   | Resultado |
| ---- | ------------------------- | ---------------------------- | --------- |
| 1998 | Melhor atriz protagonista | Mirada de mujer              | Venceu    |
| 1997 | Melhor atriz principal    | Cañaveral de pasiones        | Indicado  |
| 1991 | Melhor atriz protagonista | Días sin luna                | Indicado  |
| 1990 | Melhor atriz protagonista | La casa al final de la calle | Indicado  |
| 1986 | Melhor atriz protagonista | Vivir un poco                | Venceu    |